# Pierre Ansart
Pierre Ansart (Corbeil-Essonnes, 20 febbraio 1922 – Parigi, 28 ottobre 2016) è stato uno scrittore e sociologo francese, professore emerito presso l'Università di Parigi.
Noto per i suoi studi su Proudhon, svolge attività di ricerca sulle ideologie politiche e sul rapporto tra filosofia e sociologia.
Ha frequentato le scuole superiori nel collegio San Carlo di Juvisy-sur-Orge per poi laurearsi in filosofia alla Sorbonne di Parigi. Partecipò alla Resistenza partigiana e dal 1940 al 1942 fu refrattario al piano Service du travail obligatoire imposto dal governo di Vichy. Nel 1950 ottenne l'abilitazione all'insegnamento della filosofia.
Dal 1950 al 1953 insegnò presso la facoltà di lettere dell'università di Hanoi, e dopo un breve periodo al liceo classico di Chasseloup-Laubat ripeté l'esperienza vietnamita lavorando all'ateneo di Saigon (1953-1958): è in questo periodo che si orientò decisamente verso la sociologia.
Dopo la pubblicazione delle sue opere sull'anarchismo di Proudhon, sul socialismo utopistico di Saint-Simon e sul rapporto tra Karl Marx e l'anarchia, ottenne la cattedra di filosofia prima alla Sorbonne e poi alla Denis-Diderot (1970). Nel 2002 ha curato Une sociologie des processus, prefazione all'opera di Norbert Elias.
Nel 2004 Alain Pessin e Mimmo Pucciarelli hanno realizzato un libro-intervista su Pierre Ansart dal titolo Pierre Ansart & l'anarchisme proudhonien, pubblicato a Lione.